# Іванівська сільська рада (Нижньогірський район)
Іва́нівська сільська́ ра́да — адміністративно-територіальна одиниця та орган місцевого самоврядування в Нижньогірському районі Автономної Республіки Крим. Адміністративний центр — село Іванівка.

## Загальні відомості
- Населення ради: 2 510 осіб (станом на 2001 рік)

## Населені пункти
Сільській раді були підпорядковані населені пункти:
- с. Іванівка
- с. Заріччя
- с. Тамбовка
- с. Тарасівка

## Склад ради
Рада складалася з 20 депутатів та голови.
- Голова ради: Калічина Марина Валеріївна
- Секретар ради: Волощук Леонід Леонідович

### Керівний склад попередніх скликань
| Прізвище, ім'я, по батькові   | Основні відомості                                                         | Дата обрання | Дата звільнення |
| ----------------------------- | ------------------------------------------------------------------------- | ------------ | --------------- |
| Леонова Єлізавета Абросимівна | Сільський голова, 1954 року народження, член Партії регіонів              | 26.03.2006   | 31.10.2010      |
| Калічина Марина Валеріївна    | Сільський голова, 1972 року народження, освіта вища, член Партії регіонів | 31.10.2010   |                 |

Примітка: таблиця складена за даними сайту Верховної Ради України

### Депутати
За результатами місцевих виборів 2010 року депутатами ради стали:

#### За суб'єктами висування
| Суб'єкт висування | Кількість обраних депутатів | %   |
| ----------------- | --------------------------- | --- |
| Самовисування     | 20                          | 100 |

#### За округами
| № округу | Прізвище, ім'я, по батькові      | Дата визнання обраним | Освіта  | Партійна приналежність                                | Відомості про обраного депутата                                                           |
| -------- | -------------------------------- | --------------------- | ------- | ----------------------------------------------------- | ----------------------------------------------------------------------------------------- |
| 1        | Шах Микола Семенович             | 01.11.2010            | середня | позапартійний                                         | тимчасово не працює                                                                       |
| 2        | Коломейченко Ірина Антонівна     | 01.11.2010            | середня | член Соціал-демократичної партії України (об'єднаної) | тимчасово не працює                                                                       |
| 3        | Шмалюх Андрій Іванович           | 01.11.2010            | середня | позапартійний                                         | тимчасово не працює                                                                       |
| 4        | Майборода Євдокія Іванівна       | 01.11.2010            | середня | позапартійна                                          | пенсіонер                                                                                 |
| 5        | Палєєва Олена Валентинівна       | 01.11.2010            | середня | член Партії регіонів                                  | тимчасово не працює                                                                       |
| 6        | Володченко Юлія Сергіївна        | 01.11.2010            | вища    | позапартійна                                          | Нижньогірський відділ освіти, завідувачка районного методичного кабінету                  |
| 7        | Шаніна Олена Миколаївна          | 01.11.2010            | середня | позапартійна                                          | Іванівська сільська рада, архіваріус                                                      |
| 8        | Сеттарова Салія Різаївна         | 01.11.2010            | середня | позапартійна                                          | тимчасово не працює                                                                       |
| 9        | Будко Надія Костантіновна        | 01.11.2010            | середня | член Партії регіонів                                  | пенсіонер                                                                                 |
| 10       | Усєїнов Рефат Абляметовіч        | 01.11.2010            | середня | позапартійний                                         | СО «Дружба», голова                                                                       |
| 11       | Шарибкина Маріна Анатольевна     | 01.11.2010            | середня | позапартійна                                          | тимчасово не працює                                                                       |
| 12       | Подудалова Наталія Геннадіївна   | 01.11.2010            | вища    | позапартійна                                          | Нижньогірський районний суд, консультант                                                  |
| 13       | Богусов Євгеній Євгенійович      | 01.11.2010            | середня | член Партії регіонів                                  | приватний підприємець                                                                     |
| 14       | Мальованчук Олександр Михайлович | 01.11.2010            | середня | позапартійний                                         | селянське фермерське господарство «Деметра», охоронець                                    |
| 15       | Авдєєв Валерій Іванович          | 01.11.2010            | середня | член Партії регіонів                                  | Іванівський будинок культури, керівник                                                    |
| 16       | Заборіна Людмила Вітальевна      | 01.11.2010            | середня | член Партії регіонів                                  | приватний підприємець                                                                     |
| 17       | Маркова Ірина Борисівна          | 01.11.2010            | вища    | член Партії регіонів                                  | Нижньогірське міжрегіональне управління водного господарства, інженер з підготовки кадрів |
| 18       | Сухорукова Наталія Олександрівна | 01.11.2010            | середня | член Партії регіонів                                  | Іванівська сільська рада, інспектор ВОС                                                   |
| 19       | Волощук Леонід Леонідович        | 01.11.2010            | середня | член Комуністичної партії України                     | Кримська гідрометео служба, гідролог                                                      |
| 20       | Волощук Світлана Олександрівна   | 01.11.2010            | середня | позапартійна                                          | ПП «Волощук», керівник                                                                    |